# Corojo

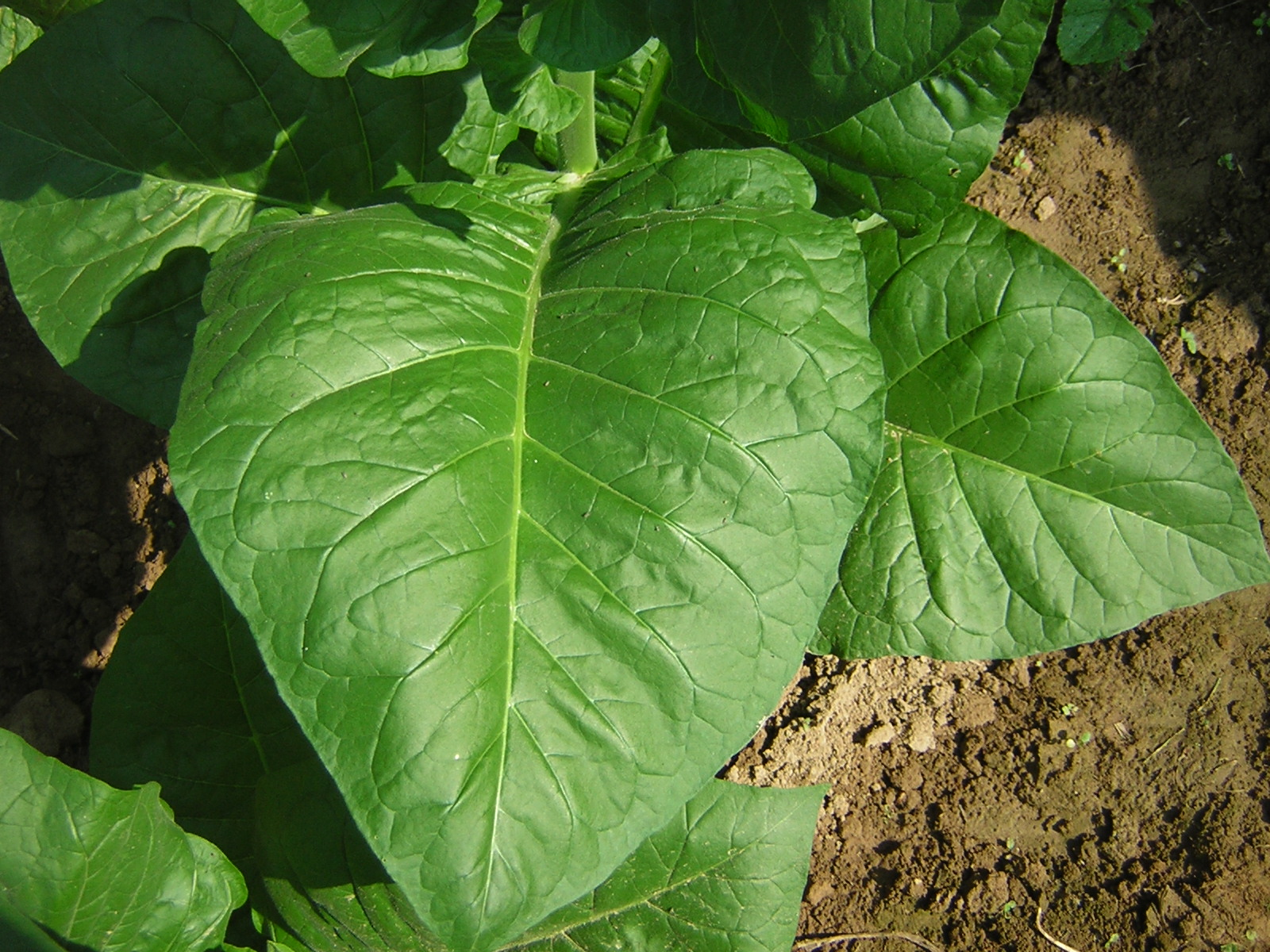
Crescimento bem sucedido de folhas de Kenbano no solo de Kentucky

Corojo é um tipo de tabaco, usado principalmente na fabricação de embalagens para charutos. A variedade foi originalmente cultivada na região Vuelta Abajo de Cuba mas hoje é cultivada exclusivamente no vale de Jamastran de Honduras e nos Estados Unidos no oeste de Kentucky.
O fundador da Black Patch Cigar Co., Eric McAnallen, está fazendo com que o Kentucky propagasse a semente de Corojo, Kenbano (TM) plantada para a safra 2011/2012 na República Dominicana, depois de cultivar com sucesso essa variedade de tabaco no oeste de Kentucky desde 2007. Duas áreas de cultivo diferentes, "assinaturas" de solo no vale do Cibao, foram identificadas para o cultivo. As duas áreas onde a semente de Kenbano está sendo levantada são Pinuela e Navarrete. A matriz do solo de Navarrete espelha o solo de Vuelta Abajo, Cuba. Historicamente, Navarrete tem sido ideal para o sucesso de sementes de herdeiras cubanas na República Dominicana. Pinuela tem sucesso semelhante com uma análise de solo comparável a Pinar, Cuba. Estes componentes do solo produzem um crescimento robusto no rendimento de folhas por caule e exibem um tempero picante no sabor.

## História

### Origem
Corojo foi originalmente desenvolvido e cultivado por Diego Rodriguez em sua fazenda ou vega, Santa Inês do Corojo e leva o nome da fazenda, que ficava perto da cidade de San Luis na província de Pinar del Rio, Cuba. Daniel Maria Rodriguez, filho de Diego Rodriguez, depois aperfeiçoou a variedade Corojo e desenvolveu o "Worlds Best Wrapper" até a revolução comunista de Fidel Castro, fez com que a família deixasse o país para sempre. Foi a extrema atenção de Daniel Maria Rodriguez aos detalhes e o alto nível de supervisão em todo o processo de crescimento, cura e classificação do invólucro que levou ao seu sucesso. O envoltório de Corojo foi tão valorizado que ficou sozinho em nível global devido principalmente à atenção dada a ele por Daniel Maria Rodriguez. O envoltório de Corojo na época era vendido 3-4 vezes mais caro do que outro invólucro. Daniel Rodriguez e Diego Rodriguez, filhos de Daniel Maria Rodriguez, mais tarde cultivaram a variedade de tabaco para sombra em Havana, na Flórida e na Nicarágua. Daniel Rodriguez também tem dois filhos, Daniel Antonio Rodriguez e Diego Rene Rodriguez, Diego Rodriguez tem dois filhos, Diego Daniel Rodriguez e Daniel José Rodriguez. Enquanto a família nunca mais cultivou tabaco, Daniel Rodriguez e Diego Rodriguez passaram a cultivar Limes, Abacates, Mangas e Mamey no sul da Flórida. Hoje a família possui um grande negócio de produção; cultivo, embalagem e envio de produtos em todo o país. 

Os engenheiros [engenheiros genéticos] cubanos desenvolveram várias formas  híbridas que não seriam apenas resistentes a doenças, mas também exibiriam excelentes qualidades de invólucro. Hoje não há Corojo puro cultivado em Cuba, a última colheita ocorreu lá durante o ano agrícola de 1996/97.